# Miranda (bang)
Miranda (tiếng Tây Ban Nha: Estado Miranda, IPA: [esˈtaðo miˈɾanda]) là một trong 23 bang (estados). Bang được xếp hạng thứ hai về dân số giữa các bang của Venezuela, sau khi Nhà nước Zulia. Trong 30 tháng 6 năm 2010, đã dân số có khoảng 2.987.968 người. Bang này cũng có chỉ số phát triển con người ở Venezuela, theo Viện Quốc gia Venezuela Thống kê. Miranda cũng là trung tâm quan trọng cho các hoạt động chính trị, kinh tế, văn hóa và thương mại. Về hành chính, bang có 21 khu tự quản với 21 thị trưởng. Người đứng đầu cơ quan hành chính bang là thống đốc bang.
Bang Miranda có tổng diện tích7.950 km ².